# Ferman
Ein Ferman ist ein Erlass, ein Dekret, eine Vollmacht oder eine Verordnung eines Souveräns in islamischen Ländern. Die Urkunde wird von ihm oder einem seiner damit beauftragten Minister unterzeichnet. Der Begriff hat seinen Ursprung im persischen فرمان / farmān und bedeutet so viel wie „Befehl“, „Verordnung“ oder „Auftrag“.
Fermane gab es häufiger im Osmanischen Reich und im indischen Mogulreich. Das türkische Wort Ferman ist ins Deutsche übernommen worden. Auch auf Bewilligungen oder Pässe wird der Begriff angewandt.

## Fermane des osmanischen Sultans mit historischer Bedeutung

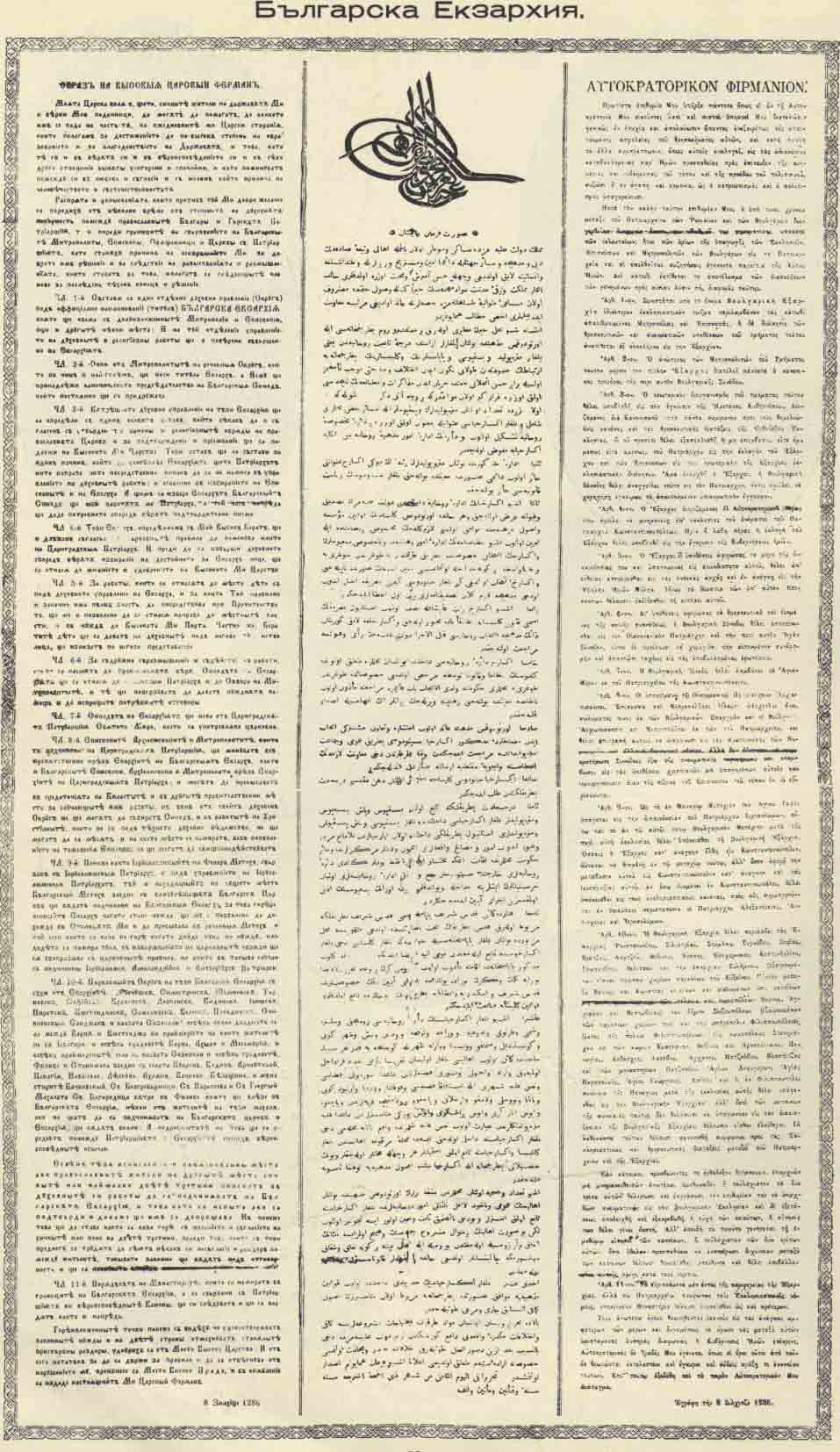
Der Ferman zur Errichtung des Exarchats in bulgarischer, osmanischer und griechischer Sprache

- 1478: Ein Reform-Ferman von Mehmed II. bestätigt nach der Eroberung des Landes gegenüber Geistlichen in Bosnien die Glaubensfreiheit.
- 1727: Ibrahim Müteferriká wird in einem Ferman von Sultan Ahmed III. die Einrichtung einer Druckerei in Konstantinopel erlaubt.
- 1811: Der Inselgouverneur von Ägina gestattet den Architekten Charles Robert Cockerell und Carl Haller von Hallerstein die Ausfuhr der zuvor vom Grundbesitzer erworbenen Giebelskulpturen des Aphaiatempels, die über Athen und Zante nach Malta verschifft und dort vom Kunstagenten des bayerischen Kronprinzen Ludwig erworben werden. Seit 1812 sind sie in der Münchner Glyptothek zu sehen.
- 1826: Sultan Mahmud II. ordnet per Ferman die Auflösung aller Janitscharen-Einheiten in seinem Reich an.
- Am 28. August 1840 bestätigt der ägyptische Gouverneur Muhammad Ali Pascha in einem Ferman die Unschuld der in der Damaskusaffäre angeklagten Juden aus Damaskus.
- Am 1. Juni 1841 erhält die Provinz Ägypten unter seinem Gouverneur Muhammad Ali Pascha Autonomie.
- Am 5. Januar 1856 wird mit einem Ferman des türkischen Sultans die Konzession zum Bau des Sueskanals und zur Bildung einer Aktiengesellschaft hierfür erteilt.
- Januar 1857: Verbot des Sklavenhandels im osmanischen Mittelmeerraum.[1]
- 1867: Mit einem Ferman wird die Übergabe der Stadt Belgrad an Serbien geregelt.
- 15. März 1868: Mit einem Ferman wird die bulgarische Klassenschule in Plowdiw zum ersten bulgarischen Gymnasium innerhalb des Reiches erhoben.
- 28. Februar 1870: Ferman zur Errichtung des Bulgarischen Exarchats.
- 1880: Die deutschen Ausgrabungen in Pergamon werden durch einen Ferman von der Pforte bewilligt.
- 1889: Aufhebung der Nutzniessung und erblichen Konzessionen von Naphtha-Vorkommen in der Provinz Mossul und Einverleibung in den Privatschatz des Sultans.[2]
- 1898: Aufhebung der Nutzniessung und erblichen Konzessionen von Naphta-Vorkommen in der Provinz Bagdad und Einverleibung in den Privatschatz des Sultans.[2]